# Przywra japońska
Przywra japońska (Schistosoma japonicum) – gatunek przywry digenicznej (Digenea) występującej na Dalekim Wschodzie. Jest pasożytem wewnętrznym naczyń krwionośnych (najczęściej spotykany w żyle krezkowej górnej) człowieka oraz innych ssaków, zarówno udomowionych (psy, koty, bydło, świnie), jak i dzikich (małpokształtne, kopytne, gryzonie). Wywołuje najcięższą postać schistosomatozy (bilharcjozy). Według Światowej Organizacji Zdrowia (ang. World Health Organization, WHO) ponad 100 milionów ludzi na całym świecie jest zarażonych tym pasożytem.
Jej cykl życiowy jest podobny do pokrewnego gatunku – przywry żylnej (Schistosoma haematobium), jednak w tym przypadku żywicielem pośrednim są ziemnowodne ślimaki z rodzaju Oncomelania.

## Morfologia
Jest nieco większa od przywry żylnej. Samce mają około 25 mm długości i 0,5 mm szerokości. Samice są dłuższe, ale węższe, zwykle mają około 30 mm długości i 0,3 mm szerokości. Ich oskórek pokrywają malutkie kolce, a budowa wewnętrzna jest zbliżona do przywry żylnej. Gatunki różną się jednak umiejscowieniem jajnika, który u przywry japońskiej leży w środkowej części ciała (zamiast w przedniej) oraz liczbą jaj w macicy (50–300 u przywry japońskiej).
Jaja tego gatunku mają 70–100 μm długości i 50–80 μm szerokości, a na ich boku znajduje się niewielki sztylecik.